# O Livro das Noivas
O Livro das Noivas é um livro da escritora e teatróloga brasileira Júlia Lopes de Almeida publicado pela primeira vez no ano de 1896.

## Obra
A autora do livro, Júlia Lopes de Almeida é considerada até os dias de hoje uma das autoras mais vanguardistas de sua época na defesa dos direitos da emancipação feminina na sociedade brasileira e uma das idealizadoras da Academia Brasileira de Letras (ABL).
Em meio a um Brasil em ebulição, marcado pela abolição dos escravos e posteriormente a Proclamação da República, o país vivia uma série de mudanças sociais - em um curto espaço de tempo - que culminavam com a Belle Époque brasileira. Apesar da série de mudanças de paradigmas, nesta obra, Júlia Lopes versa com um estilo literário mais conservador comum á sua época, livros que ora servem como manual de feminilidade ora servem pela manutenção do sistema social vigente. Com um tom de conselho, o livro desenvolve uma série de situações em que Almeida aconselha sobre uma série de questões da vida na sociedade, como o casamento e as ações condizentes com o papel da mulher na sociedade com bons costumes.
O livro acaba dialogando com os anseios das mulheres da sociedade brasileira no fim do século XIX, com fortes traços de uma sociedade machista e patriarcal, que ainda visava o papel da mulher na sociedade à questões domésticas e ao casamento.
Dada a importância da autora, o livro é considerado uma das principais fontes para entender a vida da mulher na sociedade brasileira na virada do século XIX para o XX e as nuances da vida pública brasileira.
As pesquisas mais recentes, apresentam uma visão mais progressistas da obra de Almeida, que apesar do machismo social à época, defende a instrução pedagógica das mulheres para além da vida doméstica.

## Publicações
A primeira publicação do livro ocorreu no ano de 1896, em Lisboa, a capital de Portugal. Após o lançamento internacional, no mesmo ano, o livro foi lançado no Brasil, na cidade do Rio de Janeiro. A segunda edição do livro no país, chegou no ano de 1905.